# Niketas Choniates

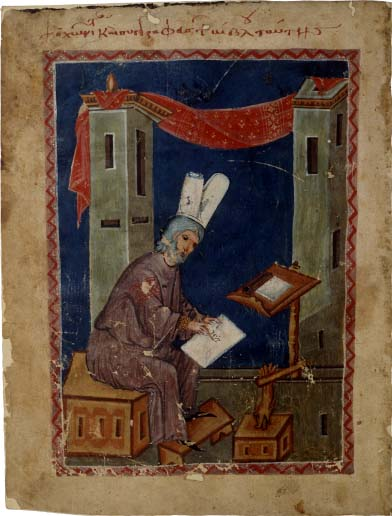
Nichita Honiates într-o cronică medievală.

Niketas, Nicetas Choniates sau Nichita Honiates (în greacă Νικήτας Χωνιάτης; cca. 1155 - 1215 sau 1216), numit Acominatus, a fost un istoric grec bizantin, la fel ca fratele său Mihail, pe care l-a însoțit din localitatea în care s-a născut, Honai, la Constantinopol. Nicetas a scris o istorie a Imperiului bizantin cuprinzând perioada dintre anii 1118 și 1207.

## Viața
Nichita Acominatos s-a născut într-o familie înstărită din localitatea Honai (lângă actualul oraș Honaz, Turcia), în provincia Frigia, fiind botezat de către episcopul Nichita din Honai. Mai târziu, a primit supranumele de "Honiates", după locul său de naștere. La vârsta de 9 ani, tatăl său l-a trimis împreună cu fratele său mai mare Mihail la Constantinopol pentru a primi educația necesară. În prima parte a educației sale, a fost influențat de către fratele său mai mare.
Inițial, a îmbrățișat cariera politică și a deținut importante funcții în timpul împăraților din dinastia Angelos, printre care cea de "mare logothet" (cancelar) sau cea de a guvernator al themei Philippopolis. După cucerirea Constantinopolului în timpul cruciadei a patra în 1204, s-a retras la Nicea, găsindu-și refugiu la curtea împăratului de la Niceea, Theodor I Laskaris, și s-a dedicat literaturii. A murit în 1215 sau 1216.
Principala sa operă, Istoria, a fost realizată în 21 de cărți și acoperă perioada de la 1118 (moartea împăratului Alexios I Comnen și înscăunarea lui Ioan al II-lea Comnen) la 1207. În pofida stilului său, lucrarea constituie o înregistrare prețioasă a evenimentelor perioadei la care Nichita Honiates a fost martor ocular, fiind astfel o sursă credibilă și de primă mână, la nivelul celei elaborate de un alt istoric de seamă din acea vreme, Ioan Kinnamos). Partea cea mai interesantă a operei lui Honiates este cea care descrie ocuparea Constantinopolului la 1204, ea putând fi pusă alături de cronica lui Geoffroi de Villehardouin prin acuratețea și numărul ridicat de informații puse la dispoziție.
Tratatul lui Honiates, intitulat Asupra statuilor distruse de către latini, prezintă un interes special pentru istoricii de artă și arheologi.
De asemenea, lucrarea sa teologică Thesaurus Orthodoxae Fidei reprezintă o autoritate în domeniul istoriei ereziilor din Bizanț.

## Ediții și traduceri
- Imperii Graeci Historia, ed. Hieronymus Wolf, 1557. (PDF of 1593 reprint)
- Nicetæ Choniatæ Historia, ed. J.P. Migne (Patrologia Graeca, vol. 140). (PDF)
- Nicetae Choniatae Historia, ed. Immanuel Bekker, Bonn, 1835. (PDF)
- Nicetae Choniatae Historia, ed. Jan Louis van Dieten, Berlin, 1975. (ISBN 3-11-004528-1)
- O City of Byzantium: Annals of Niketas Choniates, trad. Harry J. Magoulias, Detroit, 1984.